# 섹시한 미녀는 괴로워
《섹시한 미녀는 괴로워》(The Hottie and the Nottie)는 2008년 공개된 미국의 로맨틱 코미디 영화이다.

## 줄거리
네이트 쿠퍼는 여자들에게 인기가 없는 남자지만, 어릴 적 첫사랑인 아름다운 크리스타벨 애보트를 잊지 못한다. 그는 크리스타벨을 찾아 캘리포니아 해변으로 향하고, 그곳에서 괴짜 친구 아르노와 재회한다. 아르노의 어머니는 크리스타벨에 대해 과도한 정보를 알고 있으며, 아들과 다소 이상한 관계를 가지고 있다.
크리스타벨은 매일 해변을 조깅하며 많은 구혼자들의 시선을 받지만, 여전히 싱글이다. 그 이유는 그녀의 가장 친한 친구이자 네이트도 어릴 적부터 알았던 매력적이지 않은 단발머리 여성, 준 피그 때문이다. 크리스타벨은 준에게도 데이트 상대가 생기지 않으면 그 누구와도 데이트를 하지 않겠다고 선언한다.
네이트는 크리스타벨과 다시 만나 좋은 관계를 맺지만, 준에게 남자친구가 생겨야 데이트를 할 수 있다는 조건 때문에 준의 데이트 상대를 찾아 나선다. 하지만 준의 외모 때문에 남자들은 모두 그녀를 꺼려한다. 네이트는 의료 실험에 참가하면 500달러를 주겠다고 속여 한 남자를 데려와 준과 데이트하게 만들지만, 최면으로 조종된 남자는 데이트 중에 깨어나 도망쳐버린다.
그러던 어느 날, 매력적인 치과의사이자 파트타임 모델인 요한 울리치가 나타나 준에게 관심을 보인다. 요한은 준의 내면의 아름다움을 보고 그녀를 변신시키고 싶어한다. 하지만 네이트는 요한이 크리스타벨을 차지하려는 자신의 계획에 위협이 될 것이라고 생각한다. 결국 준이 요한과 데이트를 시작하면서 네이트는 원래 계획대로 크리스타벨과 데이트를 하게 된다.
몇 주 동안 네이트와 준은 친구가 되고, 준은 점차 자신의 모습을 가꿔나간다. 준은 점점 더 매력적인 여성으로 변신하고, 그 아름다움이 크리스타벨에 비견될 정도가 된다. 네이트는 천천히 준이 자신의 꿈에 그리던 여인일지도 모른다는 것을 깨닫는다. 마침내 이 사실을 깨달은 네이트는 크리스타벨에게 이 사실을 털어놓고, 크리스타벨은 준을 위해 기뻐한다.
네이트는 급히 준을 찾아가고, 준이 '감사 섹스'를 기대했던 요한을 거절했다는 사실을 알게 된다. 네이트는 준에게 사랑을 고백하고, 둘은 키스한다.

## 출연

### 주연
- 패리스 힐튼
- 조엘 무어

### 조연
- 크리스틴 라킨
- 조핸 어브
- 아담 컬버시
- 더 그렉 윌슨
- 메리앤 멀럴라일리
- 캐스린 피오르

## 기타
- 공동제작: 크레이그 챕맨
- 공동제작: 로저 크로티
- 공동제작: 그레이스 M. 리
- 공동제작: 조슈아 레카치
- 라인프로듀서: 케네스 버크
- 협력프로듀서: 제프 디아즈
- 협력프로듀서: 제프리 겔러
- 협력프로듀서: 아이작 레카치
- 미술: 존 라레나
- 세트: 페기 파올라
- 의상: 크리스토퍼 로렌스
- 배역: 선데이 볼링
- 배역: 멕 모맨